# El Dorado de Cascales
El Dorado de Cascales ist eine Ortschaft und die einzige Parroquia urbana im Kanton Cascales der ecuadorianischen Provinz Sucumbíos. Die Parroquia besitzt eine Fläche von 1088,99 km². Beim Zensus 2010 wurden 7574 Einwohner gezählt. Davon lebten 2090 Einwohner im Hauptort. Die Comunidades Cofán Duvuno und Chandia Na'en sind von Cofán besiedelt. Die restlichen Comunidades werden von Angehörigen der Kichwa bewohnt.

## Lage
Die Parroquia El Dorado de Cascales liegt im Norden von Ecuador an der kolumbianischen Grenze. Die Parroquia liegt im Amazonastiefland. Sie weist eine Längsausdehnung in Nord-Süd-Richtung von 50 km sowie eine maximale Breite von 24 km auf. Das Verwaltungsgebiet reicht vom Río San Miguel an der kolumbianischen Grenze im Norden bis zum Río Coca (Río Quijos) im Süden. Mittig durchquert der Río Aguarico das Gebiet in östlicher Richtung. Der etwa 390 m hoch gelegene Hauptort El Dorado de Cascales befindet sich am Nordufer des Río Aguarico 36 km westlich der Provinzhauptstadt Nueva Loja. Die Fernstraße E10 von Lumbaquí nach Nueva Loja führt entlang dem nördlichen Flussufer des Río Aguarico und passiert dabei den Hauptort El Dorado de Cascales.
Die Parroquia El Dorado de Cascales grenzt im Norden an Kolumbien, im Osten an die Parroquias Jambelí (Kanton Lago Agrio), Santa Rosa de Sucumbíos, Sevilla und Santa Cecilia (Kanton Lago Agrio), im Südosten an die Parroquia El Eno (Kanton Lago Agrio), im Süden an die Provinz Orellana mit den Parroquias San Sebastián del Coca und San José de Guayusa sowie im Westen an die Parroquias Gonzalo Pizarro, Lumbaquí und Puerto Libre (alle drei im Kanton Gonzalo Pizarro) sowie im äußersten Nordwesten an die Parroquia Rosa Florida (Kanton Sucumbíos).

## Orte und Siedlungen
In der Parroquia gibt es neben dem Hauptort folgende Recintos: 1 de Mayo, 9 de Octubre, Bellavista, El Arenal, El Bermejo, El Cristal, El Duvino, La Florida, La Troncal, Loroyacu, Los Angeles, Nuevo Sucumbíos, Playa Seca, Puerto El Madero, San Andres und Voluntad de Dios.
Ferner gibt es folgende Comunas: 14 Kichwas, Antisuyo, Betano, Centro Chunchu, Chandia Na'en, Dumbiki, El Papayu, Etsa, Jesús del Gran Poder, José Clemente, Kuyllis, La Bermeja, Los Shyris, Mushuk Kawsay, Nuevos Horizontes, Pachakutik, Pastaza, San Antonio, San José del Aguarico, San Salvador, Sharup Rayo, Shayari und Taruka.

## Geschichte
Die Gründung der Parroquia El Dorado de Cascales im Kanton Sucumbíos wurde am 20. November 1978 im Registro Oficial N° 723 bekannt gemacht und damit wirksam. Mit der Schaffung des Kantons Cascales am 2. August 1990 wurde El Dorado de Cascales eine Parroquia urbana und Sitz der Kantonsverwaltung.

## Ökologie
Der Norden der Parroquia liegt im Schutzgebiet Reserva Ecológica Cofán Bermejo.